# ميزانية الكربون

يوضح هذا الشكل المعدلات التي يجب أن تنخفض بها انبعاثات ثاني أكسيد الكربون العالمية بعد عام 2024 للحد من ارتفاع درجة الحرارة العالمية إلى 1.5 أو 1.7 أو 2.0 درجة مئوية دون الاعتماد على الانبعاثات السلبية الصافية.

ميزانية الكربون carbon budget هي مفهوم يستخدم في سياسات المناخ الخاصة بالاحتباس الحراري للمساعدة في تحديد أهداف خفض انبعاثات غازات الاحتباس الحراري بطريقة عادلة وفعالة. يتناول هذا المفهوم "الحد الأقصى لكمية الانبعاثات التراكمية الصافية العالمية لثاني أكسيد الكربون ( CO2 ) التي هي من صُنع الإنسان والتي من شأنها أن تؤدي إلى الحد من ظاهرة الاحتباس الحراري العالمي إلى مستوى معين". :2220 ويمكن التعبير عنها بالنسبة إلى فترة ما قبل التحول الصناعي (عام 1750). وتُسمى في هذه الحالة: إجمالي ميزانية الكربون total carbon budget. أو يمكن التعبير عنها من تاريخ محدد حديث فصاعدًا. وتُسمى في هذه الحالة: ميزانية الكربون المتبقية remaining carbon budget. :2220
تُسمى أيضًا ميزانية الكربون التي ستحافظ على الاحتباس الحراري العالمي دون حد درجة حرارة معين بميزانية الانبعاثات emissions budget أو الحصة quota، أو الانبعاثات المسموح بها allowable emissions. وبعيدًا عن الحد من ارتفاع درجات الحرارة العالمية، فإن هناك هدف آخر لمثل هذه الميزانية للانبعاثات قد يكون هو الحد من ارتفاع مستوى منسوب البحار.
يقوم العلماء بدمج تقديرات العوامل المساهمة المختلفة لحساب ميزانية الكربون. تأخذ التقديرات في الاعتبار الأدلة العلمية المتاحة بالإضافة إلى أحكام القيمة أو الخيارات.
يمكن تقسيم ميزانيات الكربون العالمية إلى ميزانيات انبعاثات وطنية خاصة بكل دولة على حدة. ويمكن أن يساعد هذا البلدان على تحديد أهداف الانبعاثات الخاصة بها. تشير ميزانيات الانبعاثات إلى كمية محدودة من ثاني أكسيد الكربون التي يمكن إطلاقها بمرور الوقت، قبل أن تؤدي إلى مستويات خطيرة من الاحتباس الحراري العالمي. إن التغير في درجات الحرارة العالمية لا يعتمد على مصدر هذه الانبعاثات، كما أنه لا يعتمد إلى حد كبير على توقيت هذه الانبعاثات.
ولترجمة ميزانيات الكربون العالمية إلى مستوى خاص بالبلدان، يتعين علينا إصدار مجموعة من الأحكام القيمية حول كيفية توزيع ميزانية الكربون المتبقية على جميع البلدان المختلفة. ويجب أن يأخذ هذا في الاعتبار جوانب المساواة والعدالة بين البلدان، فضلاً عن الخيارات المنهجية الأخرى. هناك العديد من الاختلافات بين الدول، مثل عدد السكان، ومستوى التصنيع، والانبعاثات التاريخية السابقة، وقدرات التخفيف من الانبعاثات. ولهذا السبب، يحاول العلماء توزيع ميزانيات الكربون العالمية بين البلدان باستخدام مبادئ مختلفة لتحقيق الإنصاف.

## التعريف
يُعرِّف تقرير التقييم السادس الصادر عن الهيئة الحكومية الدولية المعنية بتغير المناخ ميزانية الكربون على أنها المفهومان التاليان: :2220
- "تقييم مصادر ومصارف دورة الكربون على المستوى العالمي، من خلال تجميع الأدلة على انبعاثات الوقود الأحفوري والأسمنت، والانبعاثات والإزالة المرتبطة باستخدام الأرض وتغير استخدام الأراضي، والمصادر والمصارف الطبيعية لثاني أكسيد الكربون ( CO2 )، والتغير الناتج في تركيز ثاني أكسيد الكريون في الغلاف الجوي. ويشار إلى هذا باسم ميزانية الكربون العالمية global carbon budget."؛ أو
- "أقصى كمية تراكمية من انبعاثات ثاني أكسيد الكربون العالمية الناتجة عن أنشطة بشرية والتي من شأنها أن تؤدي إلى الحد من ظاهرة الاحتباس الحراري العالمي إلى مستوى معين مع احتمالية معينة، مع الأخذ في الاعتبار تأثير عوامل المناخ البشرية الأخرى. ويشار إلى هذا باسم ميزانية الكربون الإجمالية total carbon budget عندما يجري التعبير عنها بدءًا من فترة ما قبل التحول الصناعي، وباعتبارها ميزانية الكربون المتبقية remaining carbon budget عندما يجري التعبير عنها من تاريخ محدد حديثًا."

يمكن تقسيم ميزانيات الكربون العالمية إلى ميزانيات انبعاثات وطنية خاصة بكل دولة، بحيث تتمكن البلدان من تحديد أهداف محددة للتخفيف من آثار تغير المناخ.
يمكن التمييز بين ميزانية الانبعاثات والمُستهدف من الانبعاثات، حيث قد يُحدد المُستهدف من الانبعاثات دوليًا أو وطنيًا وفقًا لأهداف أخرى غير درجة حرارة عالمية محددة ويجري تطبيقها عادةً على الانبعاثات السنوية في عام واحد أيضًا.

## التقديرات

### ميزانية الكربون الحالية والمتبقية
تُقدم العديد من المنظمات تحديثات سنوية لميزانية الكربون المتبقية، بما في ذلك مشروع الكربون العالمي، ومعهد ميركاتور للأبحاث حول الموارد العالمية المشتركة وتغير المناخ (MCC) ومشروع CONSTRAIN. في مارس 2022، قبل النشر الرسمي للنسخة الأولية من "ميزانية الكربون العالمية 2021"، أفاد العلماء، استنادًا إلى بيانات مراقب الكربون (CM)، أنه بعد الانخفاضات القياسية التي سببتها جائحة فيروس كورونا (كوفيد-19) في عام 2020، انتعشت انبعاثات ثاني أكسيد الكربون العالمية بشكل حاد بنسبة 4.8٪ في عام 2021، مما يشير إلى أنه في المسار الحالي، فإن ميزانية الكربون لاحتمالية الثلثين للحد من الاحتباس الحراري إلى 1.5 درجة مئوية ستستغرق 9.5 سنة.
في أبريل 2022، خلص تقرير ميزانية الكربون العالمية لعام 2021، الذي جرى مراجعته ونشره رسميًا، إلى أن انبعاثات ثاني أكسيد الكربون الأحفوري ارتفعت من مستوياتها أثناء حائجة فيروس كورونا بنحو +4.8٪ مقارنة بانبعاثات عام 2020 - وعادت إلى مستويات عام 2019.
ويحدد التقرير ثلاث قضايا رئيسية لتحسين دقة الرصد الموثوقة، ويُظهر أن الصين والهند تجاوزتا مستويات عام 2019 (بنسبة 5.7٪ و3.2٪ على الترتيب) بينما بقي الاتحاد الأوروبي والولايات المتحدة دون مستويات عام 2019 (بنسبة 5.3٪ و4.5٪ على الترتيب)، ويقيس التغيرات والاتجاهات المختلفة، ويقدم لأول مرة تقديرات النماذج المرتبطة بتقارير حصر غازات الاحتباس الحراري الرسمية في كل دولة، ويقترح التقرير أن ميزانية الكربون المتبقية عند 1 يناير 2022 لاحتمالية 50٪ للحد من الاحتباس الحراري العالمي إلى 1.5 درجة مئوية (على الرغم من أنه من المتوقع حدوث تجاوز مؤقت) هي 120 GtC (أي 420 جيجا طن من CO2 ) – أو 11 عامًا من مستويات الانبعاثات لعام 2021.
هذا لا يعني أن هناك احتمالية أن يتبقى 11 عامًا لخفض الانبعاثات، ولكن إذا ظلت الانبعاثات كما هي، بدلاً من الزيادة كما في عام 2021، فسوف يتبقى 11 عامًا من انبعاثات غازات الاحتباس الحراري المستمرة في السيناريو الافتراضي الذي يتوقف فيه كل الانبعاثات فجأة في العام الثاني عشر. (قد يكون من الممكن وصف احتمال 50% بأنه نوع من متطلبات الحد الأدنى لإنكار الحقيقة، حيث أن الاحتمالات المنخفضة من شأنها أن تجعل احتمال 1.5 درجة مئوية "غير مرجح"). علاوة على ذلك، تُظهر أدوات التتبع الأخرى (أو تسلط الضوء على) كميات مختلفة من ميزانية الكربون المتبقية، مثل MCC، والذي يظهر اعتبارًا من مايو 2022 "7 سنوات وشهر واحد متبقي" واحتمالات مختلفة لها ميزانيات كربون مختلفة: احتمال 83٪ يعني أن هناك 6.6 ± 0.1 سنة متبقية (تنتهي في عام 2028) وفقًا لبيانات CM.
في أكتوبر 2023، قامت مجموعة من الباحثين بتحديث ميزانية الكربون بما في ذلك ثاني أكسيد الكربون المنبعث في الفترة 2020-2022 والنتائج الجديدة حول دور انخفاض وجود الجسيمات الملوثة في الغلاف الجوي. وقد وجدوا أننا نستطيع أن نُنتج 250 جيجا طن من ثاني أكسيد الكربون أو 6 سنوات من الانبعاثات عند المستوى الحالي بدءًا من يناير 2023، مع وجود فرصة بنسبة 50٪ للبقاء أقل من 1.5 درجة مئوية. وللوصول إلى هذا الهدف، يتعين على البشر خفض انبعاثات ثاني أكسيد الكربون إلى الصفر بحلول عام 2034. لكي يكون لدى البشرية فرصة بنسبة 50% للبقاء تحت درجتين مئويتين، يمكنها أن نُنتج 1220 جيجا طن من ثاني اكسيد الكربون أو 30 عامًا من الانبعاثات بالمستوى الحالي.

### ميزانية الكربون بالجيجا طن وعواملها

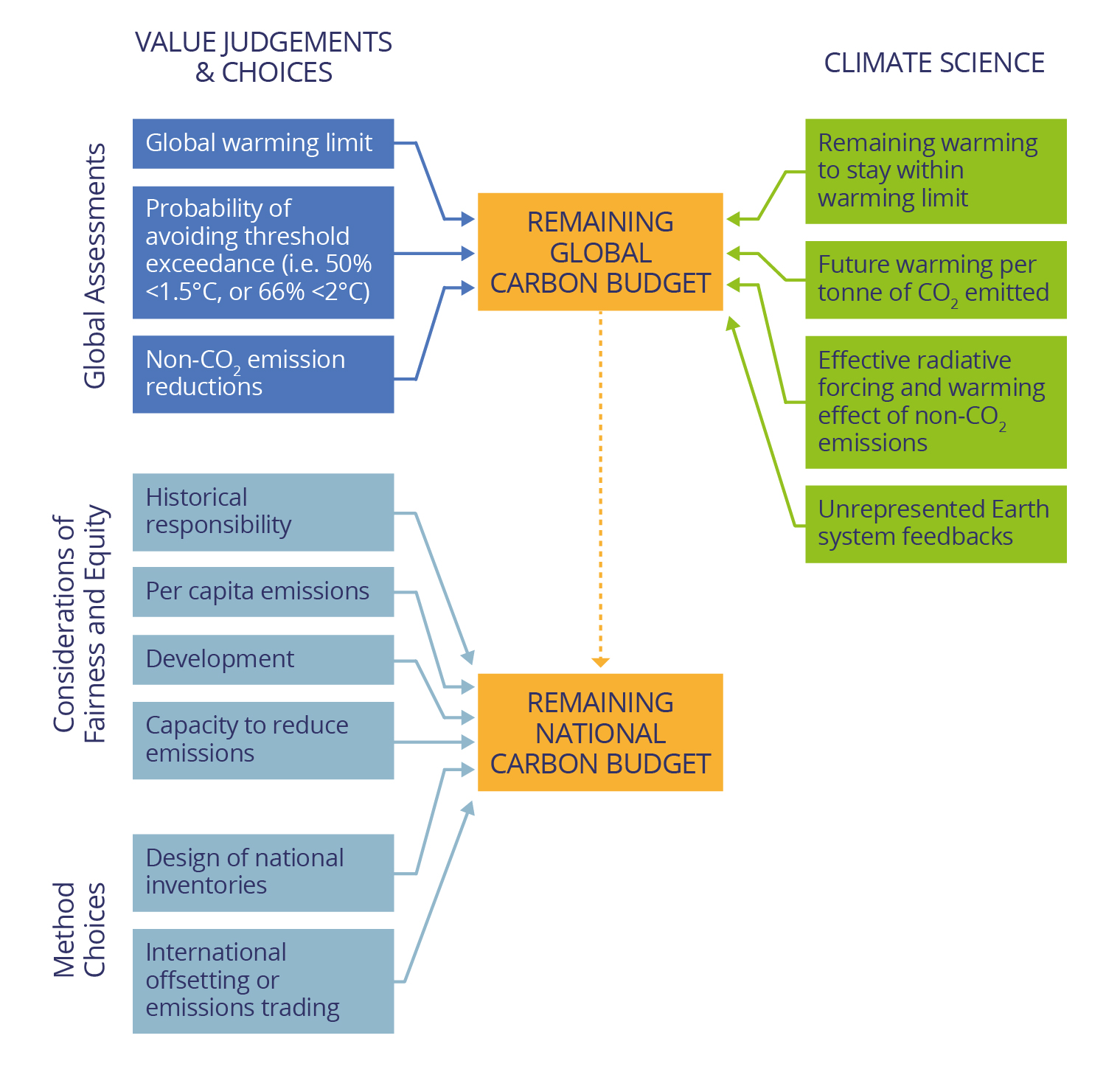
ويعتمد تقدير ميزانية الكربون المتبقية على المستوى العالمي على علم المناخ وأحكام القيمة أو الخيارات. ولترجمة الميزانية العالمية إلى المستوى الوطني، يتعين علينا اتخاذ المزيد من الأحكام القيمية والاختيارات.

إن اكتشاف علاقة شبه خطية بين ارتفاع درجات الحرارة العالمية وانبعاثات ثاني أكسيد الكربون التراكمية قد شجع على تقدير ميزانيات الانبعاثات العالمية من أجل البقاء دون مستويات الاحتباس الحراري الخطيرة. منذ فترة ما قبل التحول الصناعي (عام 1750) وحتى عام 2019، أُطلق بالفعل ما يقرب من 2390 جيجا طن من ثاني أكسيد الكربون (Gt CO2) على مستوى العالم.
تختلف التقديرات العلمية لميزانيات/حصص الانبعاثات العالمية المتبقية بسبب الأساليب المنهجية المتنوعة، واعتبارات العتبات. قد لا تتضمن التقديرات جميع ردود الفعل المتزايدة لتغير المناخ، على الرغم من أن تقييمات ميزانية الكربون الأكثر موثوقية كما لخصها الفريق الحكومي الدولي المعني بتغير المناخ تأخذ في الاعتبار هذه التأثيرات صراحةً. ويقوم العلماء بتقييم حجم ميزانيات الكربون المتبقية باستخدام تقديرات لـ:
- الاحتباس الحراري في الماضي الناجم عن الأنشطة البشرية،
- كمية الاحترار لكل وحدة تراكمية من انبعاثات ثاني أكسيد الكربون (المعروفة أيضًا باسم الاستجابة المناخية المؤقتة للانبعاثات التراكمية لثاني أكسيد الكربون، أو TCRE)،
- كمية الاحترار التي يمكن أن تحدث بمجرد توقف جميع انبعاثات ثاني أكسيد الكربون (المعروفة باسم التزام الانبعاثات الصفرية[34])، و
- تأثير ردود الفعل على نظام الأرض والتي لم يجري تغطيتها بطريقة أخرى.

تختلف التقديرات وفقًا لهدف درجة الحرارة العالمية الذي جرى اختياره، واحتمال البقاء دون هذا الهدف، وانبعاث الغازات الدفيئة الأخرى غير ثاني أكسيد الكربون. أمكن تطبيق هذا النهج لأول مرة في التقرير الخاص لعام 2018 بشأن الاحتباس الحراري العالمي بمقدار 1.5 درجة مئوية بواسطة الفريق الحكومي الدولي المعني بتغير المناخ، وجرى استخدامه أيضًا في مساهمته في تقرير التقييم السادس لفريق العمل الأول لعام 2021.
تعتمد تقديرات ميزانية الكربون على احتمالية تجنب حد درجة الحرارة، والاحترار المفترض الذي من المتوقع أن يحدث بسبب الانبعاثات غير ثاني أكسيد الكربون، تفترض هذه التقديرات أن الانبعاثات غير المرتبطة بثاني أكسيد الكربون ستنخفض أيضًا بما يتماشى مع سيناريوهات إزالة الكربون العميقة التي تصل إلى صافي انبعاثات ثاني أكسيد الكربون العالمية الصفرية. وبالتالي فإن تقديرات ميزانية الكربون تعتمد على مدى نجاح المجتمع في الحد من الانبعاثات غير ثاني أكسيد الكربون إلى جانب انبعاثات ثاني أكسيد الكربون. وقدَّر العلماء أن ميزانيات الكربون المتبقية يمكن أن تصل إلى 220 مليار طن أو أقل اعتمادًا على مدى نجاح تقليل الانبعاثات غير ثاني اكسيد الكربون.
| الاحتباس الحراري نسبة إلى الفترة 1850-1900 | 17%  | 33%  | 50%  | 66%  | 83% |
| ------------------------------------------ | ---- | ---- | ---- | ---- | --- |
| 1.5 درجة مئوية                             | 900  | 650  | 500  | 400  | 300 |
| 1.7 درجة مئوية                             | 1450 | 1050 | 850  | 700  | 550 |
| 2.0 درجة مئوية                             | 2300 | 1700 | 1350 | 1150 | 900 |

## الميزانيات الوطنية للانبعاثات
يمكن تطبيق ميزانيات الكربون على المستوى العالمي. ولترجمة هذه الميزانيات الكربونية العالمية إلى مستوى البلدان، يتعين علينا إصدار مجموعة من الأحكام القيمية حول كيفية توزيع ميزانية الكربون الإجمالية والمتبقية. وفي ضوء الاختلافات العديدة بين الدول، بما في ذلك على سبيل المثال لا الحصر عدد السكان، ومستوى التصنيع، وسجلات الانبعاثات الوطنية، وقدرات كل دولة على التخفيف من آثار الاحتباس الحراري، بذل العلماء محاولات لتخصيص ميزانيات الكربون العالمية بين البلدان باستخدام أساليب تتبع مبادئ مختلفة من العدالة. إن تخصيص ميزانيات وطنية للانبعاثات يشبه تقاسم الجهود الرامية إلى الحد من الانبعاثات العالمية، وهو ما تؤكده بعض الافتراضات المتعلقة بمسؤولية كل دولة عن تغير المناخ. أجرى العديد من المؤلفين تحليلات كمية لتخصيص ميزانيات الانبعاثات، وغالبًا ما يتناولون في نفس الوقت التفاوتات في انبعاثات غازات الاحتباس الحراري التاريخية بين الدول.
أحد المبادئ التوجيهية المستخدمة في تخصيص ميزانيات الانبعاثات العالمية للدول هو مبدأ "المسؤوليات المشتركة ولكن المتباينة والقدرات المختلفة" المضمن في اتفاقية الأمم المتحدة الإطارية بشأن تغير المناخ (UNFCCC). لم يجري تعريف هذا المبدأ بمزيد من التفصيل في اتفاقية الأمم المتحدة الإطارية بشأن تغير المناخ ولكن من المفهوم على نطاق واسع أنه يعترف بالمساهمات التاريخية التراكمية المختلفة للدول في الانبعاثات العالمية وكذلك مراحل تطورها المختلفة. ومن هذا المنظور، فإن البلدان التي تسجل انبعاثات أكبر خلال فترة زمنية محددة (على سبيل المثال، منذ عصر ما قبل التحول الصناعي وحتى الوقت الحاضر) هي الأكثر مسؤولية عن معالجة الانبعاثات الزائدة، وكذلك البلدان الأكثر ثراء. ومن ثم، يتعين على ميزانيات الانبعاثات الوطنية الخاصة بتلك الدول أن تكون أصغر من ميزانيات البلدان الأخرى التي كانت أقل تلويثاً في الماضي، أو هي أكثر فقراً. ساد مفهوم المسؤولية التاريخية الوطنية عن تغير المناخ في المنشورات منذ أوائل تسعينيات القرن العشرين وكان جزءًا من الاتفاقيات الدولية الرئيسية بشأن تغير المناخ (اتفاقية الأمم المتحدة الإطارية بشأن تغير المناخ، وبروتوكول كيوتو، واتفاقية باريس). وعليه، فإن البلدان التي لديها مستويات تاريخية أعلى من الانبعاثات التراكمية تتحمل المسؤولية الأكبر عن اتخاذ أقوى الإجراءات ومساعدة البلدان النامية على التخفيف من انبعاثاتها والتكيف مع تغير المناخ. وقد جرى الاعتراف بهذا المبدأ في المعاهدات الدولية وكان جزءًا من الاستراتيجيات الدبلوماسية للدول النامية، التي تزعم أنها بحاجة إلى ميزانيات أكبر من الانبعاثات للحد من عدم المساواة وتحقيق التنمية المستدامة.
إن مبدأ المساواة المشترك الآخر لحساب ميزانيات الانبعاثات الوطنية هو مبدأ "المساواة". وينص هذا المبدأ على أن الأفراد يجب أن يتمتعوا بحقوق متساوية، وبالتالي يجب توزيع ميزانيات الانبعاثات بشكل متناسب وفقًا لعدد سكان الدول. وقد استنتج بعض العلماء من هذا استخدام الانبعاثات الوطنية للفرد ضمن حسابات ميزانية الانبعاثات الوطنية. قد يكون هذا المبدأ مفضلاً لدى الدول ذات التعداد السكاني الأكبر أو النمو السريع، ولكنه يثير التساؤل حول ما إذا كان للأفراد الحق في تلويث الأرض.
المبدأ الثالث الذي جرى استخدامه في توزيع حسابات الميزانية الوطنية يأخذ في الاعتبار السيادة الوطنية. ويسلط مبدأ "السيادة" الضوء على الحق المتساوي للدول في التلوث. وتستخدم طريقة تحديد الأولويات لحساب ميزانيات الانبعاثات الوطنية هذا المبدأ. ويخصص تحديد الأولويات هذه الميزانيات بشكل متناسب وفقًا للانبعاثات في سنة أساسية معينة، وقد جرى استخدامه بموجب أنظمة دولية مثل بروتوكول كيوتو (1998). والمرحلة المبكرة من نظام تداول الانبعاثات في الاتحاد الأوروبي (EU ETS) غالبًا ما تفضل الدول المتقدمة هذا المبدأ، لأنه يخصص لها ميزانيات انبعاثات أكبر. ومع ذلك، تسلط المنشورات الأخيرة الضوء على أن مبدأ الإعفاء من المسؤولية غير مدعوم كمبدأ للعدالة لأنه "يخلق تحيزات متتالية" ضد الدول الأكثر فقراً، وليس "معيارًا للإنصاف"". وأكد علماء آخرون أن "معاملة الدول باعتبارها مالكة لحقوق الانبعاثات لها عواقب أخلاقية إشكالية".

## طرق البقاء ضمن ميزانية الكربون
جرى شرح الخطوات التي يمكن اتخاذها للبقاء ضمن حدود ميزانية الكربون الخاصة بالدول ضمن مفهوم التخفيف من آثار تغير المناخ.
طالع مقالة: التخفيف من آثار تغير المناخ.

## روابط خارجية
- مشروع الكربون العالمي
- مشروع CONSTRAIN - مشروع مدته 4 سنوات (2020 إلى 2024) ممول من برنامج Horizon 2020 التابع للاتحاد الأوروبي